# Штефан Ліхтштайнер
Штефан Ліхтштайнер (нім. Stephan Lichtsteiner, нар. 16 січня 1984, Адлігенсвіль) — швейцарський футболіст, правий захисник та півзахисник німецького «Аугсбурга» і національної збірної Швейцарії.

## Клубна кар'єра
Народився 16 січня 1984 року в місті Адлігенсвіль. З самого дитинства став займатися футболом, граючи в молодіжному клубі «Адлігенсвіль», а 1996 року перейшов в клуб «Люцерн». У 16 років футболіст перейшов до «Грассгоппера».
В сезоні 2001/02 захисник почав з'являтися у складі головної команди, а вже через рік увійшов до основного складу футбольної команди, вигравши попутно чемпіонат Швейцарії. За короткий проміжок часу він став лідером своєї команди. За «коників» Ліхтштайнер зіграв у чемпіонаті 79 ігор, вразивши ворота суперників 4 рази.
Влітку 2005 року Стефан опиняється в французькому клубі «Лілль», в якому відразу стає гравцем основного складу на позиції захисника. Штефан зіграв за французький клуб 89 матчів.
Влітку 2008 року уклав контракт з італійським «Лаціо», швидко адаптувавшись до Серії А. Після закінчення першого сезону команда виграла Кубок Італії, забивши в фіналі важливий пенальті у ворота «Сампдорії». У Пекіні успіх продовжився: «Лаціо» здобув перемогу над «Інтером», вигравши Суперкубок Італії. 31 травня 2009 року Ліхтштайнер був на полі, коли Павел Недвед провів прощальний матч. Захисник пішов схожим шляхом: з Риму до Турину, з «Лаціо» до «Ювентуса». Усього в римській команді він провів три роки, вийшовши на поле 115 разів (з них 100 в чемпіонаті).
2011 року Ліхтштайнером зацікавився «Ювентус», який провів переговори з приводу переходу футболіста. 27 червня 2011 року «Ювентус» оголосив про те, що футболіст пройшов медичне обстеження. 1 липня 2011 року стало відомо про підписання гравцем 4-річного контракту з туринським клубом. У його складі відразу став ключовим гравцем захисної ланки, яким залишався протягом усіх семи сезонів, проведених у «Ювентусі». Протягом кожного з цих семи сезонів допомагав команді здобути черговий титул чемпіонів Італії, також у складі «старої сеньйори» тричі ставав володарем Суперкубка Італії та чотири рази тріумфував у Кубку країни. Влітку 2018 року контракт 34-річного захисника із клубом завершився і він залишив «Ювентус», провівши у його складі 258 матчів, з них 210 — у Серії A.
5 червня 2018 року на правах вільного агента приєднався до лондонського «Арсенала». Протягом сезону взяв участь у 23 іграх «канонірів», включаючи 14 матчів чемпіонату, після чого залишив команду.
Влітку 2019, також як вільний агент, став гравцем німецького «Аугсбурга».
Через рік Штефан Ліхтштайнер оголосив про завершення кар'єри футболіста.

## Виступи за збірні
Протягом 2003–2005 років залучався до складу молодіжної збірної Швейцарії, у складі якого був учасником молодіжного Євро-2004. На молодіжному рівні зіграв у 30 офіційних матчах, забив 1 гол.
15 листопада 2006 року дебютував в офіційних матчах у складі національної збірної Швейцарії, поступово витіснивши з основи Філіпа Дегена.
У складі збірної був учасником чемпіонату Європи 2008 року в Австрії та Швейцарії і чемпіонату світу 2010 року у ПАР. На обох цих турнірах брав участь в усіх матчах групових етапів, а його команда до стадії плей-оф не пробивалася.
2014 року був включений до заявки збірної на тогорічний чемпіонат світу у Бразилії, цього разу також був основним гравцем захисту швейцарців і допоміг їм вийти до 1/8 фіналу, де вони лише у додатковий час поступилися майбутнім фіналістам турніру, Аргентині.
На наступному великому турнірі швейцарської збірної, чемпіонаті Європи 2016 року у Франції, вже був капітаном команди, брав участь в усіх чотирьох матчах турніру, в яких захист швейцарців дозволив суперникам забити лише два голи. Проте Швейцарія знову вибула з боротьби на стадії 1/8 фіналу, цього разу програвши у серії післяматчевих пенальті збірній Польщі.
За два роки, також як капітан національної команди, став учасником своєї третьої світової першості — чемпіонату світу 2018 в Росії. Напередодні турніру, у контрольному матчі проти збірної Японії, усоте вийшов на поле в офіційних іграх збірної, ставши лише четвертим швейцарцем, якому вдалося таке досягнення.
| Дата       | Місто               | Господарі         | Результат               | Гості                | Турнір               | Голи | Примітки          |
| ---------- | ------------------- | ----------------- | ----------------------- | -------------------- | -------------------- | ---- | ----------------- |
| 15-11-2006 | Базель              | Швейцарія         | 1 – 2                   | Бразилія             | товариський матч     | -    |                   |
| 22-3-2007  | Форт-Лодердейл      | Ямайка            | 0 – 2                   | Швейцарія            | товариський матч     | -    |                   |
| 25-3-2007  | Маямі               | Колумбія          | 3 – 1                   | Швейцарія            | товариський матч     | -    |                   |
| 22-8-2007  | Женева              | Швейцарія         | 2 – 1                   | Нідерланди           | товариський матч     | -    |                   |
| 11-9-2007  | Клагенфурт          | Швейцарія         | 3 – 4                   | Японія               | товариський матч     | -    |                   |
| 13-10-2007 | Цюрих               | Швейцарія         | 3 – 1                   | Австрія              | товариський матч     | -    |                   |
| 17-10-2007 | Базель              | Швейцарія         | 0 – 1                   | США                  | товариський матч     | -    |                   |
| 20-11-2007 | Цюрих               | Швейцарія         | 0 – 1                   | Нігерія              | товариський матч     | -    |                   |
| 6-2-2008   | Лондон              | Англія            | 2 – 1                   | Швейцарія            | товариський матч     | -    |                   |
| 26-3-2008  | Базель              | Швейцарія         | 0 – 4                   | Німеччина            | товариський матч     | -    |                   |
| 24-5-2008  | Лугано              | Швейцарія         | 2 – 0                   | Словаччина           | товариський матч     | -    |                   |
| 30-5-2008  | Санкт-Галлен        | Швейцарія         | 3 – 0                   | Ліхтенштейн          | товариський матч     | -    |                   |
| 7-6-2008   | Базель              | Швейцарія         | 0 – 1                   | Чехія                | ЧЄ 2008 - 1-й етап   | -    |                   |
| 11-6-2008  | Базель              | Швейцарія         | 1 – 2                   | Туреччина            | ЧЄ 2008 - 1-й етап   | -    |                   |
| 15-6-2008  | Базель              | Швейцарія         | 2 – 0                   | Португалія           | ЧЄ 2008 - 1-й етап   | -    |                   |
| 6-9-2008   | Тель-Авів           | Ізраїль           | 2 – 2                   | Швейцарія            | Відбір до ЧС 2010    | -    |                   |
| 11-10-2008 | Санкт-Галлен        | Швейцарія         | 2 – 1                   | Латвія               | Відбір до ЧС 2010    | -    |                   |
| 15-10-2008 | Афіни               | Греція            | 1 – 2                   | Швейцарія            | Відбір до ЧС 2010    | -    |                   |
| 19-11-2008 | Санкт-Галлен        | Швейцарія         | 1 – 0                   | Фінляндія            | товариський матч     | -    |                   |
| 28-3-2009  | Кишинев             | Молдова           | 0 – 2                   | Швейцарія            | Відбір до ЧС 2010    | -    |                   |
| 1-4-2009   | Женева              | Швейцарія         | 2 – 0                   | Молдова              | Відбір до ЧС 2010    | -    |                   |
| 9-9-2009   | Рига                | Латвія            | 2 – 2                   | Швейцарія            | Відбір до ЧС 2010    | -    |                   |
| 10-10-2009 | Люксембург          | Люксембург        | 0 – 3                   | Швейцарія            | Відбір до ЧС 2010    | -    |                   |
| 14-10-2009 | Базель              | Швейцарія         | 0 – 0                   | Ізраїль              | Відбір до ЧС 2010    | -    |                   |
| 14-11-2009 | Женева              | Швейцарія         | 0 – 1                   | Норвегія             | товариський матч     | -    |                   |
| 3-3-2010   | Санкт-Галлен        | Швейцарія         | 1 – 3                   | Уругвай              | товариський матч     | -    |                   |
| 1-6-2010   | Сйон                | Швейцарія         | 0 – 1                   | Коста-Рика           | товариський матч     | -    |                   |
| 5-6-2010   | Женева              | Швейцарія         | 1 – 1                   | Італія               | товариський матч     | -    |                   |
| 16-6-2010  | Дурбан              | Іспанія           | 0 – 1                   | Швейцарія            | ЧС 2010 - 1-й етап   | -    |                   |
| 21-6-2010  | Порт-Елізабет       | Чилі              | 1 – 1                   | Швейцарія            | ЧС 2010 - 1-й етап   | -    |                   |
| 25-6-2010  | Блумфонтейн         | Швейцарія         | 0 – 0                   | Гондурас             | ЧС 2010 - 1-й етап   | -    |                   |
| 11-8-2010  | Клагенфурт          | Австрія           | 0 – 1                   | Швейцарія            | товариський матч     | -    |                   |
| 3-9-2010   | Санкт-Галлен        | Швейцарія         | 0 – 0                   | Австралія            | товариський матч     | -    |                   |
| 7-9-2010   | Базель              | Швейцарія         | 1 – 3                   | Англія               | Відбір до ЧЄ 2012    | -    |                   |
| 12-10-2010 | Базель              | Швейцарія         | 4 – 1                   | Уельс                | Відбір до ЧЄ 2012    | -    |                   |
| 17-11-2010 | Женева              | Швейцарія         | 2 – 2                   | Україна              | товариський матч     | -    |                   |
| 9-2-2011   | Валетта             | Мальта            | 0 – 0                   | Швейцарія            | товариський матч     | -    |                   |
| 26-3-2011  | Софія               | Болгарія          | 0 – 0                   | Швейцарія            | Відбір до ЧЄ 2012    | -    |                   |
| 4-6-2011   | Лондон              | Англія            | 2 – 2                   | Швейцарія            | Відбір до ЧЄ 2012    | -    |                   |
| 10-8-2011  | Вадуц               | Ліхтенштейн       | 1 – 2                   | Швейцарія            | товариський матч     | -    |                   |
| 6-9-2011   | Базель              | Швейцарія         | 3 – 1                   | Болгарія             | Відбір до ЧЄ 2012    | -    |                   |
| 7-10-2011  | Свонсі              | Уельс             | 2 – 0                   | Швейцарія            | Відбір до ЧЄ 2012    | -    |                   |
| 11-10-2011 | Базель              | Швейцарія         | 2 – 0                   | Чорногорія           | Відбір до ЧЄ 2012    | 1    |                   |
| 11-11-2011 | Амстердам           | Нідерланди        | 0 – 0                   | Швейцарія            | товариський матч     | -    |                   |
| 15-11-2011 | Люксембург          | Люксембург        | 0 – 1                   | Швейцарія            | товариський матч     | -    |                   |
| 29-2-2012  | Берн                | Швейцарія         | 1 – 3                   | Аргентина            | товариський матч     | -    |                   |
| 26-5-2012  | Базель              | Швейцарія         | 5 – 3                   | Німеччина            | товариський матч     | 1    |                   |
| 30-5-2012  | Люцерн              | Швейцарія         | 0 – 1                   | Румунія              | товариський матч     | -    |                   |
| 15-8-2012  | Спліт               | Хорватія          | 2 – 4                   | Швейцарія            | товариський матч     | -    |                   |
| 7-9-2012   | Любляна             | Словенія          | 0 – 2                   | Швейцарія            | Відбір до ЧС 2014    | -    |                   |
| 11-9-2012  | Люцерн              | Швейцарія         | 2 – 0                   | Албанія              | Відбір до ЧС 2014    | -    |                   |
| 12-10-2012 | Берн                | Швейцарія         | 1 – 1                   | Норвегія             | Відбір до ЧС 2014    | -    |                   |
| 16-10-2012 | Рейк'явік           | Ісландія          | 0 – 2                   | Швейцарія            | Відбір до ЧС 2014    | -    |                   |
| 14-11-2012 | Сус                 | Туніс             | 1 – 2                   | Швейцарія            | товариський матч     | -    |                   |
| 6-2-2013   | Пірей               | Греція            | 0 – 0                   | Швейцарія            | товариський матч     | -    | 30'               |
| 23-3-2013  | Строволос           | Кіпр              | 0 – 0                   | Швейцарія            | Відбір до ЧС 2014    | -    |                   |
| 8-6-2013   | Женева              | Швейцарія         | 1 – 0                   | Кіпр                 | Відбір до ЧС 2014    | -    |                   |
| 14-8-2013  | Базель              | Швейцарія         | 1 – 0                   | Бразилія             | товариський матч     | -    |                   |
| 6-9-2013   | Берн                | Швейцарія         | 4 – 4                   | Ісландія             | Відбір до ЧС 2014    | 2    |                   |
| 10-9-2013  | Осло                | Норвегія          | 0 – 2                   | Швейцарія            | Відбір до ЧС 2014    | -    |                   |
| 5-3-2014   | Санкт-Галлен        | Швейцарія         | 2 – 2                   | Хорватія             | товариський матч     | -    | 43', 62'          |
| 30-5-2014  | Люцерн              | Швейцарія         | 1 – 0                   | Ямайка               | товариський матч     | -    |                   |
| 3-6-2014   | Люцерн              | Швейцарія         | 2 – 0                   | Перу                 | товариський матч     | 1    |                   |
| 15-6-2014  | Бразиліа            | Швейцарія         | 2 – 1                   | Еквадор              | ЧС 2014 - 1-й етап   | -    |                   |
| 20-6-2014  | Салвадор (Бразилія) | Швейцарія         | 2 – 5                   | Франція              | ЧС 2014 - 1-й етап   | -    |                   |
| 25-6-2014  | Манаус              | Гондурас          | 0 – 3                   | Швейцарія            | ЧС 2014 - 1-й етап   | -    |                   |
| 1-7-2014   | Сан-Паулу           | Аргентина         | 1 – 0 д.ч.              | Швейцарія            | ЧС 2014 - 1/8 фіналу | -    |                   |
| 8-9-2014   | Базель              | Швейцарія         | 0 – 2                   | Англія               | Відбір до ЧЄ 2016    | -    |                   |
| 9-10-2014  | Марибор             | Словенія          | 1 – 0                   | Швейцарія            | Відбір до ЧЄ 2016    | -    |                   |
| 14-10-2014 | Серравалле          | Сан-Марино        | 0 – 4                   | Швейцарія            | Відбір до ЧЄ 2016    | -    | 59'               |
| 15-11-2014 | Базель              | Швейцарія         | 4 – 0                   | Литва                | Відбір до ЧЄ 2016    | -    |                   |
| 27-3-2015  | Люцерн              | Швейцарія         | 3 – 0                   | Естонія              | Відбір до ЧЄ 2016    | -    | 77'               |
| 31-3-2015  | Цюрих               | Швейцарія         | 1 – 1                   | США                  | товариський матч     | -    | 46'               |
| 10-6-2015  | Тун                 | Швейцарія         | 3 – 0                   | Ліхтенштейн          | товариський матч     | -    | кап. - 46'        |
| 14-6-2015  | Вільнюс             | Литва             | 1 – 2                   | Швейцарія            | Відбір до ЧЄ 2016    | -    |                   |
| 5-9-2015   | Базель              | Швейцарія         | 3 – 2                   | Словенія             | Відбір до ЧЄ 2016    | -    | кап. - 63'        |
| 8-9-2015   | Лондон              | Англія            | 2 – 0                   | Швейцарія            | Відбір до ЧЄ 2016    | -    |                   |
| 13-11-2015 | Трнава              | Словаччина        | 3 – 2                   | Швейцарія            | товариський матч     | -    | 58'               |
| 17-11-2015 | Відень              | Австрія           | 1 – 2                   | Швейцарія            | товариський матч     | -    | 18'               |
| 29-3-2016  | Цюрих               | Швейцарія         | 3 – 0                   | Боснія і Герцеговина | товариський матч     | -    | кап. - 65'        |
| 3-6-2016   | Лугано              | Швейцарія         | 2 – 1                   | Молдова              | товариський матч     | -    | кап. - 64'        |
| 11-6-2016  | Ланс                | Албанія           | 0 – 1                   | Швейцарія            | ЧЄ 2016 - 1-й етап   | -    | кап.              |
| 15-6-2016  | Париж               | Швейцарія         | 1 – 1                   | Румунія              | ЧЄ 2016 - 1-й етап   | -    | кап.              |
| 19-6-2016  | Вільнев-д'Аск       | Швейцарія         | 0 – 0                   | Франція              | ЧЄ 2016 - 1-й етап   | -    | кап.              |
| 25-6-2016  | Сент-Етьєн          | Швейцарія         | 1 – 1 д.ч. (4 - 5 п.п.) | Польща               | ЧЄ 2016 - 1/8 фіналу | -    | кап.              |
| 6-9-2016   | Базель              | Швейцарія         | 2 – 0                   | Португалія           | Відбір до ЧС 2018    | -    | 70'               |
| 7-10-2016  | Будапешт            | Угорщина          | 2 – 3                   | Швейцарія            | Відбір до ЧС 2018    | -    | кап.              |
| 13-11-2016 | Люцерн              | Швейцарія         | 2 – 0                   | Фарерські острови    | Відбір до ЧС 2018    | 1    | кап.              |
| 25-3-2017  | Каруж               | Швейцарія         | 1 – 0                   | Латвія               | Відбір до ЧС 2018    | -    | кап.              |
| 9-6-2017   | Торсгавн            | Фарерські острови | 0 – 2                   | Швейцарія            | Відбір до ЧС 2018    | -    | кап.              |
| 31-8-2017  | Санкт-Галлен        | Швейцарія         | 3 – 0                   | Андорра              | Відбір до ЧС 2018    | 1    | кап.              |
| 3-9-2017   | Рига                | Латвія            | 0 – 3                   | Швейцарія            | Відбір до ЧС 2018    | -    | кап.              |
| 7-10-2017  | Базель              | Швейцарія         | 5 – 2                   | Угорщина             | Відбір до ЧС 2018    | 1    | кап.              |
| 10-10-2017 | Лісабон             | Португалія        | 2 – 0                   | Швейцарія            | Відбір до ЧС 2018    | -    | кап.              |
| 9-11-2017  | Белфаст             | Північна Ірландія | 0 – 1                   | Швейцарія            | Відбір до ЧС 2018    | -    | кап.              |
| 12-11-2017 | Лісабон             | Швейцарія         | 0 – 0                   | Північна Ірландія    | Відбір до ЧС 2018    | -    | кап.              |
| 23-3-2018  | Афіни               | Греція            | 0 – 1                   | Швейцарія            | товариський матч     | -    | кап.- 61'         |
| 27-3-2018  | Базель              | Швейцарія         | 6 – 0                   | Панама               | товариський матч     | -    | 69'               |
| 3-6-2018   | Віла-Реал (Іспанія) | Іспанія           | 1 – 1                   | Швейцарія            | товариський матч     | -    | кап. - 63'        |
| 8-6-2018   | Лугано              | Швейцарія         | 2 – 0                   | Японія               | товариський матч     | -    | кап. - 100-та гра |
| 17-6-2018  | Ростов-на-Дону      | Бразилія          | 1 – 1                   | Швейцарія            | ЧС 2018 - 1-й етап   | -    | кап. - 31' — 87'  |
| 22-6-2018  | Калінінград         | Сербія            | 1 – 2                   | Швейцарія            | ЧС 2018 - 1-й етап   | -    | кап.              |
| 27-6-2018  | Нижній Новгород     | Швейцарія         | 2 – 2                   | Коста-Рика           | ЧС 2018 - 1-й етап   | -    | кап. 37'          |
| 11-9-2018  | Лестер              | Англія            | 1 – 0                   | Швейцарія            | товариський матч     | -    | кап. 28'          |
| 23-3-2019  | Тбілісі             | Грузія            | 0 – 2                   | Швейцарія            | Відбір до ЧЄ 2020    | -    | кап.              |
| 12-10-2019 | Копенгаген          | Данія             | 1 – 0                   | Швейцарія            | Відбір до ЧЄ 2020    | -    | кап. 2' 68'       |
| 15-10-2019 | Лансі               | Швейцарія         | 2 – 0                   | Ірландія             | Відбір до ЧЄ 2020    | -    | кап. 70'          |
| 15-11-2019 | Санкт-Галлен        | Швейцарія         | 1 – 0                   | Грузія               | Відбір до ЧЄ 2020    | -    | кап.              |
| Усього     |                     | Матчів (3 місце)  | 108                     |                      | Голів                | 8    |                   |

## Титули і досягнення
- Чемпіон Швейцарії (1):

«Грассгоппер»: 2002-03
- Чемпіон Італії (7):

«Ювентус»: 2011–12, 2012–13, 2013–14, 2014–15, 2015–16, 2016–17, 2017–18
- Володар Кубка Італії (5):

«Лаціо»: 2008-09: «Ювентус»: 2014-15, 2015-16, 2016-17, 2017-18
- Володар Суперкубка Італії (4):

«Лаціо»: 2009: «Ювентус»: 2012, 2013, 2015